# Chagoma
O chagoma é um sinal clássico da fase aguda da Doença de Chagas. Corresponde ao inchaço cutâneo observado no local da picada e da contaminação com fezes do inseto conhecido como "barbeiro", vetor da doença. A lesão pode ser caracterizada como uma formação cutânea, ligeiramente saliente, arredondada, avermelhada, dura, incolor, quente e circundada por inchaço, assemelhando-se a um furúnculo, que não supura mas que às vezes pode exulcerar. É acompanhada de linfonodos-satélites.